# Trường trung học hàn lâm Danzig
Trường trung học hàn lâm Danzig (tiếng Đức: Akademisches Gymnasium Danzig, tiếng Ba Lan: Gdańskie Gimnazjum Akademickie, Tiếng Latin: Gymnasium Dantiscanum), là một trường được thành lập tại Gdańsk (Cộng hòa Litva Ba Lan). Nó được thành lập năm 1558 bởi Johann Hoppe (1512 -1565), người trước đây đã làm việc tại các trường học ở Culm (Chełmno) và Elbing (Elbląg) cho đến khi Hoàng tử -Giám mục Stanislaus Hosius đóng cửa nơi này. Trong hầu hết thời gian mở cửa, trường có chức năng tương tự như của một trường đại học, và sau năm 1580, nó được đặt tên là Akademisches Gymnasium Danzig.

## Lịch sử
Nó đã hoạt động như trường trung học cho các giáo sĩ Luther cho đến năm 1817. Đây là một trong những trung tâm giáo dục phát triển nhất ở Khối thịnh vượng chung Ba Lan-Litva. Đây cũng là địa điểm của Collegium Medicum - một trong những hiệp hội bác sĩ đầu tiên ở Khối thịnh vượng chung Ba Lan-Litva.

## Người nổi tiếng
Những người nổi tiếng có liên quan đến trường bao gồm Bartholomäus Keckermann, Johannes Hevelius, Andreas Gryphius, Christian Hoffmann von Hoffmannswaldau, Peter Crüger, Abraham Calov, Michael Christoph Hanow (Hanov (ious), Gottfried Lengnich, Hugo Münsterberg, Karl Friedrich Schinkel, Peter Bienemann von Bienenstamm, Daniel Gralath, Johann Schultz, Reinhold Curicke, Deutschbalte und hoher Advocat.
Vào tháng 6 năm 2008, Bảo tàng Quốc gia ở Gdańsk đã ra mắt một bàn tưởng niệm dành riêng cho Trường trung học hàn lâm để kỷ niệm 450 năm thành lập.

## Hiệu trưởng
Những hiệu trưởng của Trường trung học Akademia Danzig là:
Hiệu trưởng đầu tiên- Achatius Curaeus, cố vấn Johann Hoppe
- 1580-1629 Jacob Fabrvian
- 1602-1609 Bartholomäus Keckermann - đồng giám đốc với Fabrvian
- 1631-1643 Johann Botsack
- 1643-1650 Abraham Calov
- 1651-1669 Johann Maukisch
- 1670-1682 Aegidius Strauch
- 1685-1715 Samuel Schelwig
- 1717- Michael Christoph Hanow (Hanovious)
- 1717-1730 Johann Georg Abicht
- 1732-1752 Albert Menon Verpoorten
- 1753-1769 Ernst August
- 1770-1794 Wilhelm Paul Verpoorten
- 1799-1809 Daniel Gralath? họ hàng của Daniel Gralath
- 1810-1811 Friedrich Theodor Rinck
- 1812-1813 Nicolaus Gottfried Eckermann
- 1814-1817 Christian Gottfried Ewerbeck

## Văn chương
- L.Mokrzecki: Studium z dziejów nauczania historii. Rozwój dydaktyki przingmiotu w Gdańskim Gimnazjum Akademickim do schyłku XVII, Gdańsk 1973
- Sven Tode: Bildung und Wissenskultur der Geistlichkeit im Danzig der Frühen Neuzeit, trong: Bildung und Konfession, hg. v. HJ Selderhuis / M. Wriedt, Siebeck Mohr Tübingen 2006, S. 61 ff. ISBN 3-16-148931-4 Mã số   3-16-136131-4
- Martin Brecht ua (Hg.): Geschichte des Pietismus, Bd. I., Gottech 1993 ISBN 3-525-55343-9
- Siegfried Wollgast: Philosophie ở Deutschland zwischen Cải cách und Aufklärung 1550-1650, Akademie-Verlag Berlin 1993 ISBN 3-05-002099-7
- 425 Jahre Städtisches Trường trung học Danzig. 1558 - 1983. Gedenkschrift für die Ehemaligen und Freunde der Schule, hg. v. Bernhard Schulz, Gernsbach 1983
- Reinhard Golz, Wolfgang Mayrhofer: Luther và Melanchthon trong tư tưởng giáo dục của Trung và Đông Âu, 1998, ISBN 3-8258-3490-5